# Stipan Krunoslav Grgić
Stjepan Grgić Krunoslav (1836. – 1914.) je bački hrvatski književnik s Fancage/Vancage (nekad naselja uz Baju, a koje je 31. listopada 1930. pripojeno Baji). Pisao je prozu i pjesme.
Bio je sljedbenikom Ivana Antunovića odnosno njegovih preporoditeljskih ideja.
Surađivao je u Bunjevačkoj i šokačkoj vili, Nevenu, Bunjevačkim i šokačkim novinama i Subotičkoj Danici.
Zanimanje šireg čitateljstva su mu donijela njegova nabožna djela, od kojih valja istaknuti "Živu ružicu" (molitvenoj knjižici i pjesmarici koja je doživjela deset izdanja) koju je tiskao u Kalači 1859. (ostala izdanja su tiskana u Subotici od 1865. do 1901. u Subotici).
Svojim djelima je ušao u antologije poezije i proze bunjevačkih Hrvata iz 1971., sastavljača Geze Kikića, u izdanju Matice hrvatske.

## Vanjske poveznice
- Hrvatska riječ  Arhivirana inačica izvorne stranice od 16. travnja 2008. (Wayback Machine) U pripremi svezak o Stipanu Grgiću Krunoslavu
- Antologija proze bunjevačkih Hrvata[neaktivna poveznica]
- Antologija poezije bunjevačkih Hrvata  Arhivirana inačica izvorne stranice od 17. travnja 2008. (Wayback Machine)
- Oktatási és Kulturális Minisztérium  Arhivirana inačica izvorne stranice od 1. lipnja 2010. (Wayback Machine) Okvirni program hrv. jezika i književnosti za dvojezične škole - Književnost Hrvata u Mađarskoj